# Ernesto Federico di Sassonia-Coburgo-Saalfeld
Ernesto Federico di Sassonia-Coburgo-Saalfeld (Saalfeld, 8 marzo 1724 – Coburgo, 8 settembre 1800) fu duca di Sassonia-Coburgo-Saalfeld.

## Biografia

### Infanzia
Ernesto Federico era il figlio maggiore del duca Francesco Giosea di Sassonia-Coburgo-Saalfeld e di sua moglie, Anna Sofia di Schwarzburg-Rudolstadt. Ancora giovanissimo, nel 1758 venne nominato erede universale dal principe Enrico di Schwarzburg-Sondershausen, ma Ernesto Federico non riuscì a vincere la causa che ne scaturì con altri eredi.

### Duca di Sassonia-Coburgo-Saalfeld

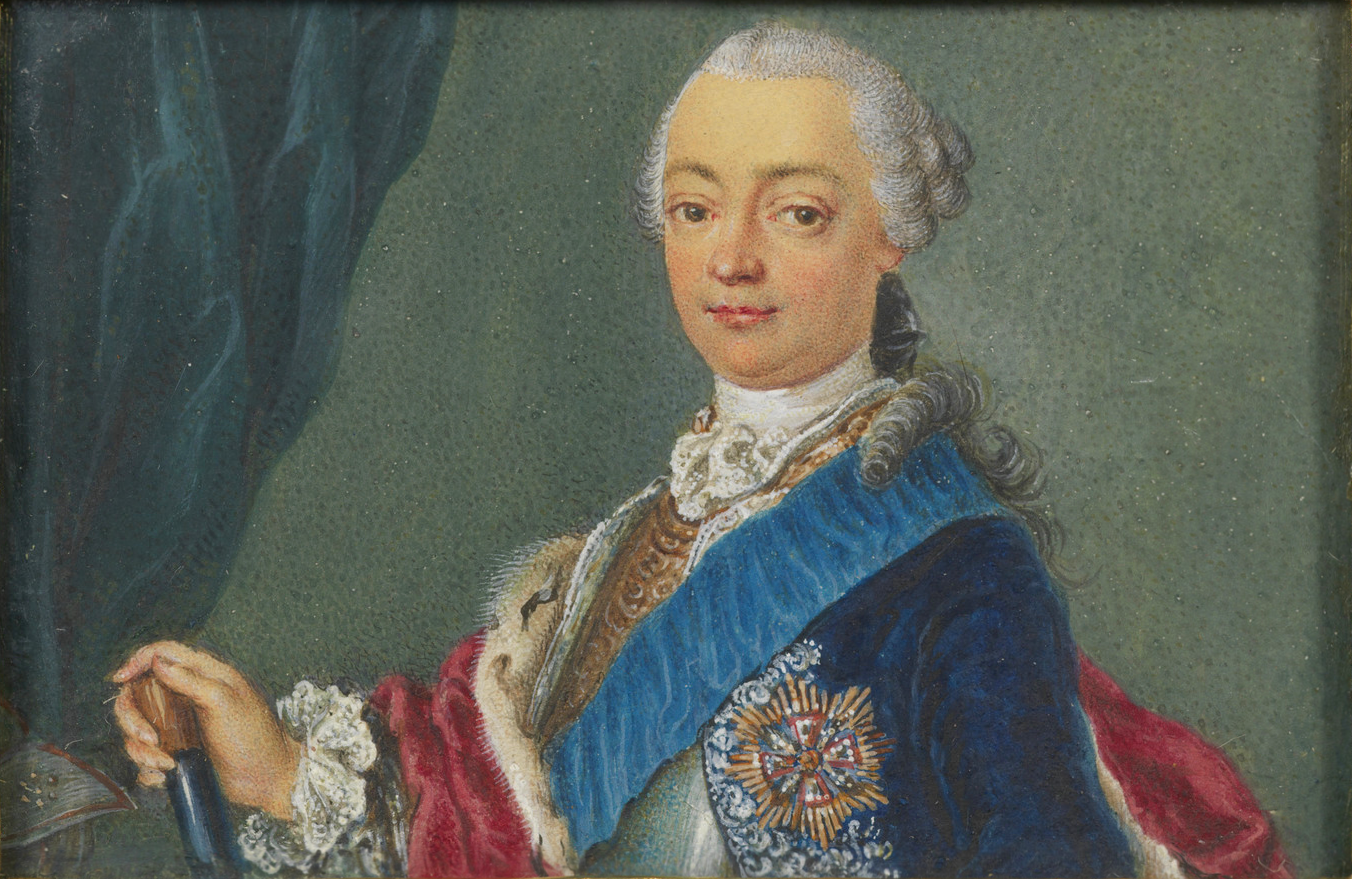
Il duca Ernesto Federico di Sassonia-Coburgo-Saalfeld in una miniatura del 1767 circa

Ernesto Federico succedette al padre nel governo del ducato di Sassonia-Coburgo-Saalfeld alla di lui morte nel 1764 e pose definitivamente la sua sede di governo e residenza nella città di Coburgo. Già sotto il governo di suo padre, le finanze dello stato erano state fortemente compromesse dalla presenza di pesanti debiti ed altrettanti ne contrasse lo stesso Ernesto Federico quando salì al trono, motivo per cui il ducato venne rilevato dall'Imperatore Giuseppe II nel 1773 stabilendo una Debitkommision -amministrazione obbligatoria delle finanze da parte dell'impero- per i successivi trent'anni. Tale commissione venne inizialmente guidata dal principe Giuseppe Federico di Sassonia-Hildburghausen e poi dal duca Ernesto II di Sassonia-Gotha-Altenburg, i quali riuscirono a risanare le finanze statali e a garantire nel contempo al duca legittimo una rendita annua personale di 12.000 talleri. 
A livello di governo, invece, Ernesto Federico introdusse il gioco del lotto nel 1768 col fine si sostenere finanziariamente gli orfanotrofi del paese, dal momento che lo stato non era più in grado di sostenerne le spese, ma nel contempo si poneva un problema importante sulla gioventù abbandonata. Promosse anche l'agricoltura. Lo scrittore Moritz August von Thümmel fu il suo ciambellano.

### Gli ultimi anni e la morte
Nel 1799, le finanze dello stato vennero considerate risanate ed il duca, all'età di 75 anni, poté tornare finalmente a governare senza commissariamento imperiale, ma morì appena sedici mesi dopo, l'8 settembre 1800, nella sua residenza di Coburgo.

## Discendenza

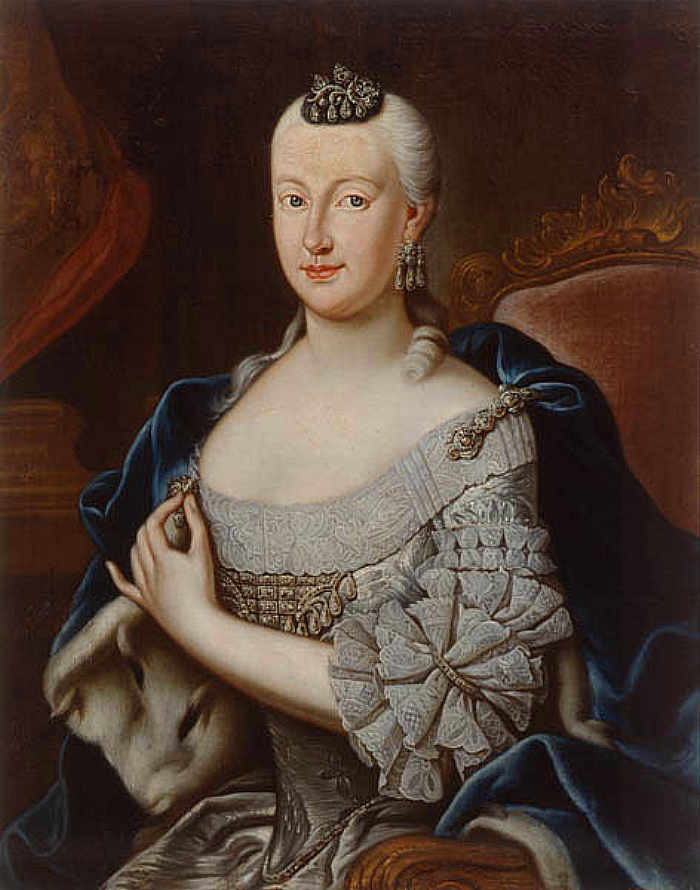
Sofia Antonia di Brunswick-Wolfenbüttel

A Wolfenbüttel, il 23 aprile 1749, sposò Sofia Antonia di Brunswick-Wolfenbüttel, figlia di Ferdinando Alberto II di Brunswick-Lüneburg. Dal loro matrimonio nacquero sette figli, di cui solo tre raggiunsero l'età adulta:
- Francesco Federico (1750-1806), sposò nel 1776 la principessa Sofia di Sassonia-Hildburghausen (1760–1776). In seconde nozze nel 1777 sposò la contessa Auguste Reuß zu Ebersdorf (1757–1831);
- Carlo (1751–1757)
- Federica Giuliana (*/† 1752)
- Carolina Ulrica Amalia (1753-1829), divenne monaca dell'Abbazia di Gandersheim;
- Ludovico Carlo Federico (1755-1806), feldmaresciallo imperiale, ebbe discendenza illegittima con la sua amante, Brutel de la Riviére, originando così il ramo dei baroni von Coburg che esiste ancora oggi;
- Ferdinando Augusto Enrico (1756–1758)
- Federico (*/† 1758)

## Ascendenza
|                                               |                                           |                                           | Genitori                               |  |  | Nonni |  |  | Bisnonni                              |  |  | Trisnonni                      |  |
|                                               |                                           |                                           |                                        |  |  |       |  |  | Ernesto I di Sassonia-Gotha-Altenburg |  |  | Giovanni II di Sassonia-Weimar |  |
|                                               |                                           |                                           |                                        |  |  |       |  |  | Ernesto I di Sassonia-Gotha-Altenburg |  |  | Giovanni II di Sassonia-Weimar |  |
|                                               |                                           | Dorotea Maria di Anhalt                   |                                        |  |  |       |  |  | Ernesto I di Sassonia-Gotha-Altenburg |  |  |                                |  |
| Giovanni Ernesto di Sassonia-Coburgo-Saalfeld |                                           |                                           |                                        |  |  |       |  |  | Ernesto I di Sassonia-Gotha-Altenburg |  |  |                                |  |
|                                               |                                           | Elisabetta Sofia di Sassonia-Altenburg    | Giovanni Filippo di Sassonia-Altenburg |  |  |       |  |  |                                       |  |  |                                |  |
|                                               |                                           | Elisabetta Sofia di Sassonia-Altenburg    | Giovanni Filippo di Sassonia-Altenburg |  |  |       |  |  |                                       |  |  |                                |  |
|                                               |                                           | Elisabetta Sofia di Sassonia-Altenburg    | Elisabetta di Brunswick-Wolfenbüttel   |  |  |       |  |  |                                       |  |  |                                |  |
| Francesco Giosea di Sassonia-Coburgo-Saalfeld |                                           | Elisabetta Sofia di Sassonia-Altenburg    |                                        |  |  |       |  |  |                                       |  |  |                                |  |
|                                               |                                           | Giosia II di Waldeck-Wildungen            | Filippo VII di Waldeck-Wildungen       |  |  |       |  |  |                                       |  |  |                                |  |
|                                               |                                           | Giosia II di Waldeck-Wildungen            | Filippo VII di Waldeck-Wildungen       |  |  |       |  |  |                                       |  |  |                                |  |
|                                               |                                           | Giosia II di Waldeck-Wildungen            | Anna Caterina di Sayn-Wittgenstein     |  |  |       |  |  |                                       |  |  |                                |  |
| Carlotta Giovanna di Waldeck-Wildungen        |                                           | Giosia II di Waldeck-Wildungen            |                                        |  |  |       |  |  |                                       |  |  |                                |  |
|                                               |                                           | Guglielmina Cristina di Nassau-Siegen     | Guglielmo di Nassau-Hilchenbach        |  |  |       |  |  |                                       |  |  |                                |  |
|                                               |                                           | Guglielmina Cristina di Nassau-Siegen     | Guglielmo di Nassau-Hilchenbach        |  |  |       |  |  |                                       |  |  |                                |  |
|                                               |                                           | Guglielmina Cristina di Nassau-Siegen     | Cristina di Erbach                     |  |  |       |  |  |                                       |  |  |                                |  |
| Ernesto Federico di Sassonia-Coburgo-Saalfeld |                                           | Guglielmina Cristina di Nassau-Siegen     |                                        |  |  |       |  |  |                                       |  |  |                                |  |
|                                               | Alberto Antonio di Schwarzburg-Rudolstadt | Luigi Günther I di Schwarzburg-Rudolstadt |                                        |  |  |       |  |  |                                       |  |  |                                |  |
|                                               | Alberto Antonio di Schwarzburg-Rudolstadt | Luigi Günther I di Schwarzburg-Rudolstadt |                                        |  |  |       |  |  |                                       |  |  |                                |  |
|                                               | Alberto Antonio di Schwarzburg-Rudolstadt | Emilia di Oldenburg                       |                                        |  |  |       |  |  |                                       |  |  |                                |  |
| Luigi Federico I di Schwarzburg-Rudolstadt    | Alberto Antonio di Schwarzburg-Rudolstadt |                                           |                                        |  |  |       |  |  |                                       |  |  |                                |  |
|                                               |                                           | Emilia Giuliana di Barby-Mühlingen        | Alberto Federico di Barby-Mühlingen    |  |  |       |  |  |                                       |  |  |                                |  |
|                                               |                                           | Emilia Giuliana di Barby-Mühlingen        | Alberto Federico di Barby-Mühlingen    |  |  |       |  |  |                                       |  |  |                                |  |
|                                               |                                           | Emilia Giuliana di Barby-Mühlingen        | Sofia Ursula di Oldenburg-Delmenhorst  |  |  |       |  |  |                                       |  |  |                                |  |
| Anna Sofia di Schwarzburg-Rudolstadt          |                                           | Emilia Giuliana di Barby-Mühlingen        |                                        |  |  |       |  |  |                                       |  |  |                                |  |
|                                               |                                           | Federico I di Sassonia-Gotha-Altenburg    | Ernesto I di Sassonia-Gotha-Altenburg  |  |  |       |  |  |                                       |  |  |                                |  |
|                                               |                                           | Federico I di Sassonia-Gotha-Altenburg    | Ernesto I di Sassonia-Gotha-Altenburg  |  |  |       |  |  |                                       |  |  |                                |  |
|                                               |                                           | Federico I di Sassonia-Gotha-Altenburg    | Elisabetta Sofia di Sassonia-Altenburg |  |  |       |  |  |                                       |  |  |                                |  |
| Anna Sofia di Sassonia-Gotha-Altenburg        |                                           | Federico I di Sassonia-Gotha-Altenburg    |                                        |  |  |       |  |  |                                       |  |  |                                |  |
|                                               |                                           | Maddalena Sibilla di Sassonia-Weissenfels | Augusto di Sassonia-Weissenfels        |  |  |       |  |  |                                       |  |  |                                |  |
|                                               |                                           | Maddalena Sibilla di Sassonia-Weissenfels | Augusto di Sassonia-Weissenfels        |  |  |       |  |  |                                       |  |  |                                |  |
|                                               |                                           | Maddalena Sibilla di Sassonia-Weissenfels | Anna Maria di Meclemburgo-Schwerin     |  |  |       |  |  |                                       |  |  |                                |  |
|                                               |                                           | Maddalena Sibilla di Sassonia-Weissenfels |                                        |  |  |       |  |  |                                       |  |  |                                |  |